# Sparcertifikat
Ett sparcertifikat, även kallat fasträntekonto eller fastränteplacering med mera, är en form av inlåning i bank som ofta marknadsförs som ett slags kontosparande. Den som tecknar ett sparcertifikat köper ett diskonteringspapper till underkurs. Räntan utgörs av mellanskillnaden mellan beloppet som återbetalas på förfallodagen (nominellt belopp) och priset på sparcertifikatet.
Avkastningen på sparcertifikat är känd redan vid tecknandet och beror på aktuell marknadsränta för placeringstiden. Räntan som erbjuds är i allmänhet högre än på sparkonton med rörlig ränta. Den bank som utfärdat certifikatet erbjuder sig oftast att återköpa det före förfallodagen.
Det har varierat mellan länder och tidpunkter om sparcertifikat och liknande bundna sparformer omfattas av insättningsgaranti. I Sverige ändrades regelverket från 6 oktober 2008, så att även bundet sparande omfattas. Tidigare hade enbart transaktionskonton omfattats av insättningsgaranti.